# David von Sasun
Das auf historischem Hintergrund beruhende armenische Heldenepos um den Helden David von Sasun (armenisch Սասունցի Դավիթ Sassunzi Dawit, auch armenisch Սասնա ծռեր Sasna zrer, „Draufgänger aus Sasun“) stammt aus dem 9. Jahrhundert. Die Erzählung wurde im Lauf der Jahrhunderte durch Dorfbarden mündlich weitergegeben, 1873 erstmals schriftlich festgelegt und gilt seit 1936 unter dem Titel Sasna tsřer als Nationalepos.
2012 wurde Die Aufführung des Epos „Die Draufgänger von Sason“ bzw. „David von Sason“ von der UNESCO in die Repräsentative Liste des immateriellen Kulturerbes der Menschheit aufgenommen.

## Wiederentdeckung

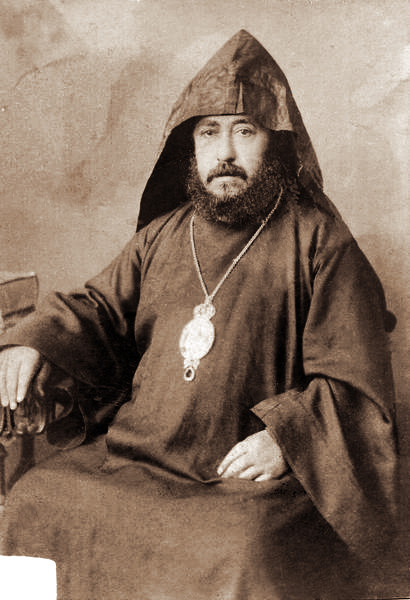
Garegin Srvadztiants

Der armenische Bischof der Armenischen Apostolischen Kirche, Garegin Srvandztiants rettete 1873 diese bis dahin mündlich überlieferte Erzählung vor dem völligen Vergessen. Durch seinen engen Kontakt mit Landeskundigen in unzugänglichen Teilen Westarmeniens erfuhr er von den Legenden über den alten Nationalhelden David von Sasun und brachte sie durch eine schriftliche Niederlegung im folgenden Jahr an die Öffentlichkeit.
Etwa 60 Jahre später, im Jahr 1936, begann der Literat Manuk Abeghian mit seinen Mitarbeitern die Erzählung unter dem Titel Sasna tsřer (armenisch: Սասնա ծռեր) neu abzufassen und herauszugeben. Das Werk umfasste drei Bände mit mehr als 2500 Seiten, die Veröffentlichung erfolgte durch den Staatsverlag in Jerevan (1944 (Teil I) und 1951 (Teil II). Das Buch erreichte größte Popularität und wurde in den neueren Herausgaben unter den Titel „David von Sasun“ zum nationalen Volksgut.
Das Epos wurde 1961 in Jerewan durch Hakob Kodschojan (1883–1959) illustriert, seine Ausführungen inspirierten und beflügelten die armenische Tradition und Folklore. 1966 übersetzte der armenisch-amerikanische Autor Leon Zaven Surmelian das Epos ins Englische. Die Forschungen des sowjetischen Orientalisten und Armenologen Hovsep Orbeli in Leningrad (1956) und später des armenischen Philologen Manuk Abeghjan wiesen dem märchenhaften Epos zuerst in einem Artikel (1981), dann in einem Buch (1989) verstärkt historischen Charakter zu. Das armenische Volksepos wurde 2006 durch Elisabeth Jacobi neu in die deutsche Sprache übersetzt.

## Historischer Hintergrund
Im Anfangsmythos tritt der Anachronismus stark hervor, anstatt auf die Zeit der arabischen Kalifen geht es dabei bis zurück auf die Zeit der Assyrer. Der als arabischer Kalif fungierende Sennachirim verweist auf den um 700 vor Christi Geburt lebenden König Sancherib. In der Erzählung fliesen viele heidnische Elemente ein, welche darauf hindeuten, das auch Einflüsse aus der Sassanidenzeit Persiens klar erkennbar sind. Zum Beispiel verweist der armenische Name „Mher“ (Mihr) auf den Gott Mithra hin. Die im Gebirge angesiedelte Residenz Sasun liegt heute außerhalb Armeniens, im nördlichen Teil der Provinz Batman und grenzt an die Provinzen Diyarbakır, Muş und Bitlis. Die im Epos als Ägypter benannten Invasoren stehen als Synonym für die Invasion der Araber, welche die eroberten Länder der Nicht-Muslime mit extremen Steuern belasteten. Der im Epos als Feindbild inszenierte Sultan Msra Melik bildet den arabisch-islamischen Gegenpol zum christlichen Armenien. Die abgehandelten Kämpfe weisen auf die großen Aufstände der Armenier gegen die Araber hin, welche in die Jahre 747–750 und 774–775 fallen. Der letzte Teil des Epos lehnt sich stark an die altpersische Rostam (Schāhnāme) Legende an. Der lange Freiheitskampf gegen das arabische Kalifat war schließlich unter König Aschot I. von Erfolg gekrönt. Unter König Gagik Bagratuni (989–1017) erreichte das armenische Königreich eine Hochblüte.

## Handlung

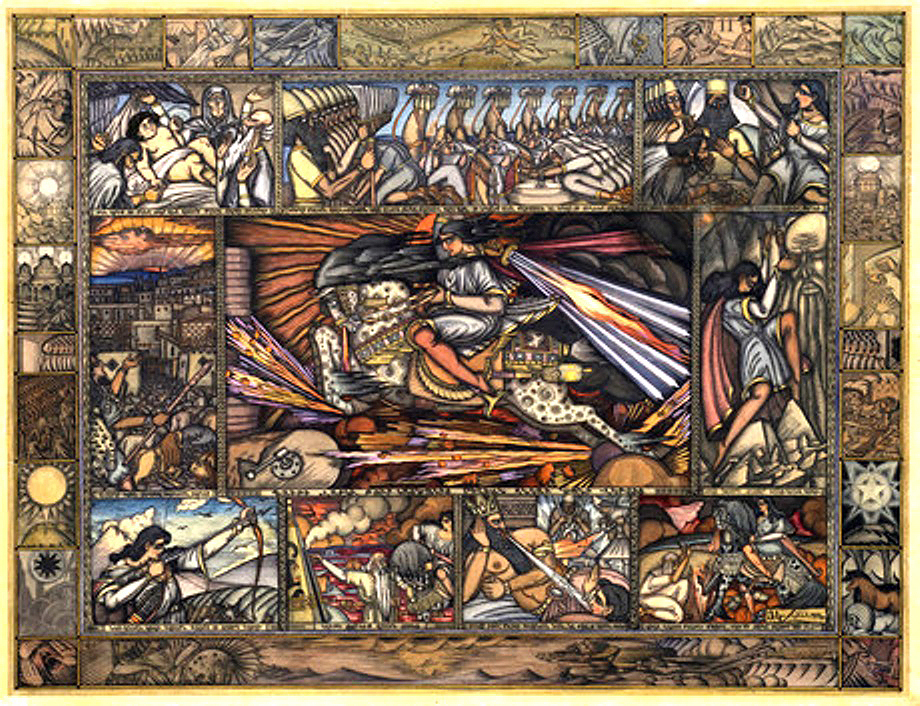
Illustration zum Epos nach Hakob Kojoyan

Die tiefgläubige Prinzessin Tsovinar, Tochter des christlichen Königs Gagik von Armenien muss für die Erhaltung des Friedens als Geisel am Hof des Sultans Melik von Musr dienen. Sie gebar auf einer Pilgerreise im Heiligen Land die göttlichen Zwillinge Sanasar und Bagdassar, nachdem sie ihren Durst aus einer geweihten Quelle gestillt hatte. Die Vereinigung mit dem reinen geheiligten Wasser stellt eine Manifestation der väterlichen Komponente dar. Die mit Wunderkraft ausgestatteten Knaben können vor ihren bösen Schwiegervater, dem Sultan Melik in ihre ursprüngliche Heimat entfliehen. Sie verfügen über ein magisches Blitzschwert, über das göttliche Schlachtross Djalali und über das Schlachtenkreuz, das sich von selbst auf dem rechten Arme des Trägers legt und zum Siege führt. In der Heimat übernahm Sanasar die weltliche Macht und errichtete in Sasun seine befestigte Hauptstadt, während Bagdassar die ehelose Würde des obersten Priesters annahm.

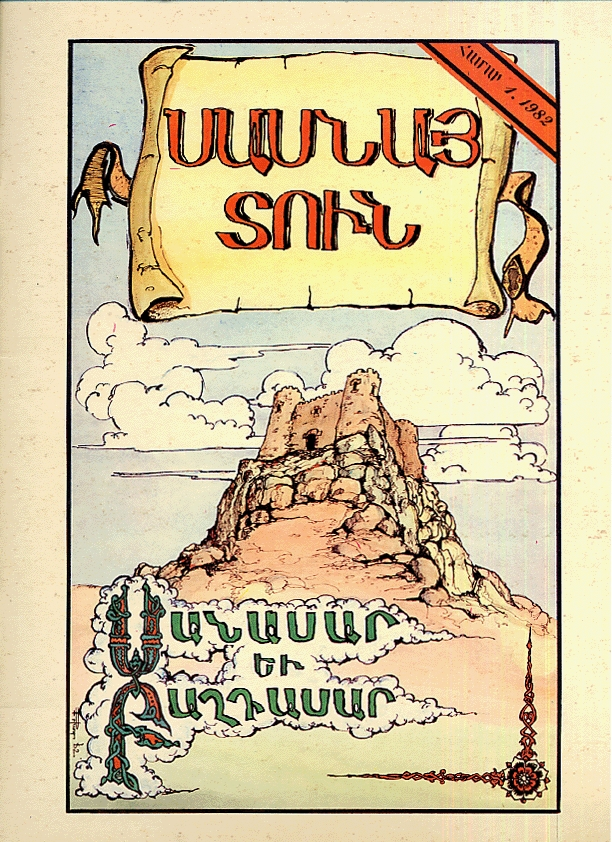
Armenisches Bilderbuch Sasna Tun („Haus von Sasun“) mit der Geschichte von Sanasar und Baghdasar, Teheraner Armenisches Schul-Zentralkomitee, Teheran 1982.

Sanasar führte ein siegreiches Heldenleben und besiegte die Heerscharen der gegnerischen Kupferstadt. Zur Versöhnung mit dem Gegner ehelichte er die unterlegene Herrin der Kupferstadt, Dechzun-Chatum, mit welcher er drei Söhne zeugte, darunter als jüngster, der heldenhafte Mher, der mit Hilfe der Zauberwaffen ein reiches Heldleben führte.
Eine Witwe des Sultans von Mysr, Ismil-Chatun verführt Mher derartig durch ihre Zauberkräfte, das er sieben Jahre von seiner ersten Ehefrau Armaghan getrennt wurde. Aus dieser Beziehung erwächst Msra-Melik. Die gekränkte Armaghan vergibt den zurückgekehrten Mher erst nach geraumer Zeit. Das neue Liebesglück ist aber getrübt durch die Kinderlosigkeit des Paares. Mher wurde von einem Engel besucht, der ihm mitteilte, dass Armaghan doch noch einen Sohn tragen wird. Im Austausch werden beide vor dem Aufblühen des nachfolgenden Heldensohnes Dawid versterben.
Der Säugling David wurde in die Obhut der Ismil-Chatun, der Witwe des Sultans von Mysr gegeben und dort mit Honig und Milch gestillt und aufgezogen. Immer mehr durch den prächtig wachsenden David in den Schatten gestellt, wird dessen Halbbruder Msra-Melik der Jüngere, der ihn zu vernichten sucht. Derweil trauerte die Provinz Sasun schon sieben Jahre nach Mhers Tod. Die Bauern beklagen vor Thoros, Dawids Onkel den Verfall der Wehrbereitschaft und erwarten einen Erretter vor neuen Tributaufforderungen, die arabische Truppen unter Kosbadin einzutreiben versuchen. Der jugendliche David kann den Häschern des Sultans entkommen und kehrte rechtzeitig nach Sasun zurück um die Heldentaten seines Vaters Mher fort zu führen.
Msra-Melik zum neuen Herren von Mysr herangewachsen, sammelte ein Heer, um der Gefahr, die von David drohte, zuvorzukommen und zog nach Maratuk. David stand dagegen auf, rüstete sich und lagerte seine Truppen am Gebirge von Sechanssar. David war durch seine übernatürlichen Wunderwaffen selbstsicher, agierte zumeist naiv, bleibt aber unter dem Rat seines Onkels auf dem richtigen Weg und siegessicher. Er betreibt den Wiederaufbau des von den Arabern zerstörten Tempels der Göttermutter Maruta, seine weiteren Kriegszüge erreichten die Rückgabe der von den Arabern geraubten Schätze an die Landbevölkerung Armeniens.
Sultan Msra-Melik verzichtet auf die offene Schlacht, fordert einerseits den Zweikampf, fürchtet sich aber anderseits vor der Stärke Davids und versucht gegen diesen hinterhältig vorzugehen. Es gelingt ihm durch List, David in einer Grube festzusetzen, wo ihm seine Wunderwaffen nicht nützen können. Mit Hilfe seines stimmgewaltigen Onkels kann sich David schnell befreien und setzte für eine Entscheidung den Zweikampf der Gegner durch. Msra-Melik schützte sich vor dem Zusammentreffen unter 40 Mühlsteinen und 40 Büffelfellen. David schlug Msra-Melik mit einer Keule sieben Ellen tief in die Erde und spaltete dessen Körper mit dem Blitzschwert in zwei Teile. Danach eroberte er Mysr und bestieg den dortigen Thron.
Nach einem siegreichen weiteren Feldzug nach Chorasan, wird die kriegerische Tochter des Sultans von Kachiswan, die schöne Khandut-Chanum durch Davids Tapferkeit aufmerksam und wünschte ihn zu sehen. Die Sultanin verspricht ihm die Hand der Tochter, fordert aber zuvor einen ritterlichen Zweikampf mit einem ihrer Krieger, den sie selbst unter verborgenen Visier führen will. Nach Verwinkelungen kommt es nicht zur Ausführung, aber zum zusagenden Versprechen von Seiten Davids. Mit Einwilligung des Sultans wird geheiratet, die Hochzeitsfeiern dauern sieben Tage und sieben Nächte. Während seines Aufenthaltes zeugt David mit Khandut einen Sohn, Mher den Jüngeren. Dann zog David – der Liebe entsagend und sein Versprechen brechend – fort von Mysr und kam dem Hilferuf von Sasun folgend zurück in die Heimatstadt, wo er fortan residierte. Weil David seine ritterlichen Schwur gebrochen hatte, können ihn auch seine Zauberkräfte nicht mehr ausreichend beschützen. Nach 15 Jahren liegt Sasun erneut im Krieg mit Mysr. Im Krieg steht David seinem ihm unbekannten Sohn Mher dem Jüngeren gegenüber, den er nicht erkennt. Im Zweikampf nützen ihm seine Wunderwaffen nicht mehr, sein Siegeskreuz wird schwarz, er muss vor den Hieben Mhers zurückzuweichen, rechtzeitig klärt Khandut die Verwandtschaft auf. David seine Machtlosigkeit wütend erkennend, verflucht den eigenen Sohn, der dadurch keine Nachkommen bekommen kann. Noch vor dem versprochenen Zweikampf mit der Sultanin wird David hinterrücks durch Meuchelmord ermordet. Nach vier Tagen begeht Khandud Selbstmord, indem sie sich vom Turm ihrer Burg herunterstürzte. Der junge Mher bleibt aber verflucht und ruhelos, als er später noch seine junge Frau Gohar tot auffindet und keine Chance auf Nachkommen hat, verfällt er in Resignation. Er begibt sich auf Eingebung der Stimmen seiner Ahnen zum geweihten Felsen des Reiches und spaltet mit dem übernommenen Blitzschwert das Gestein, wo er mit dem Pferd Djalali für ewig eingeschlossen sein soll. Dort auf ewig der unrealistischen Erlösung harrend, bis die Welt frei sein wird von Krieg, Falschheit und Hass. Ahnungen über die gewaltige Naturkraft und über den Ursprung des Menschen in der geistigen Welt durchziehen das Epos bis zum Ende.

## Erinnerungskultur

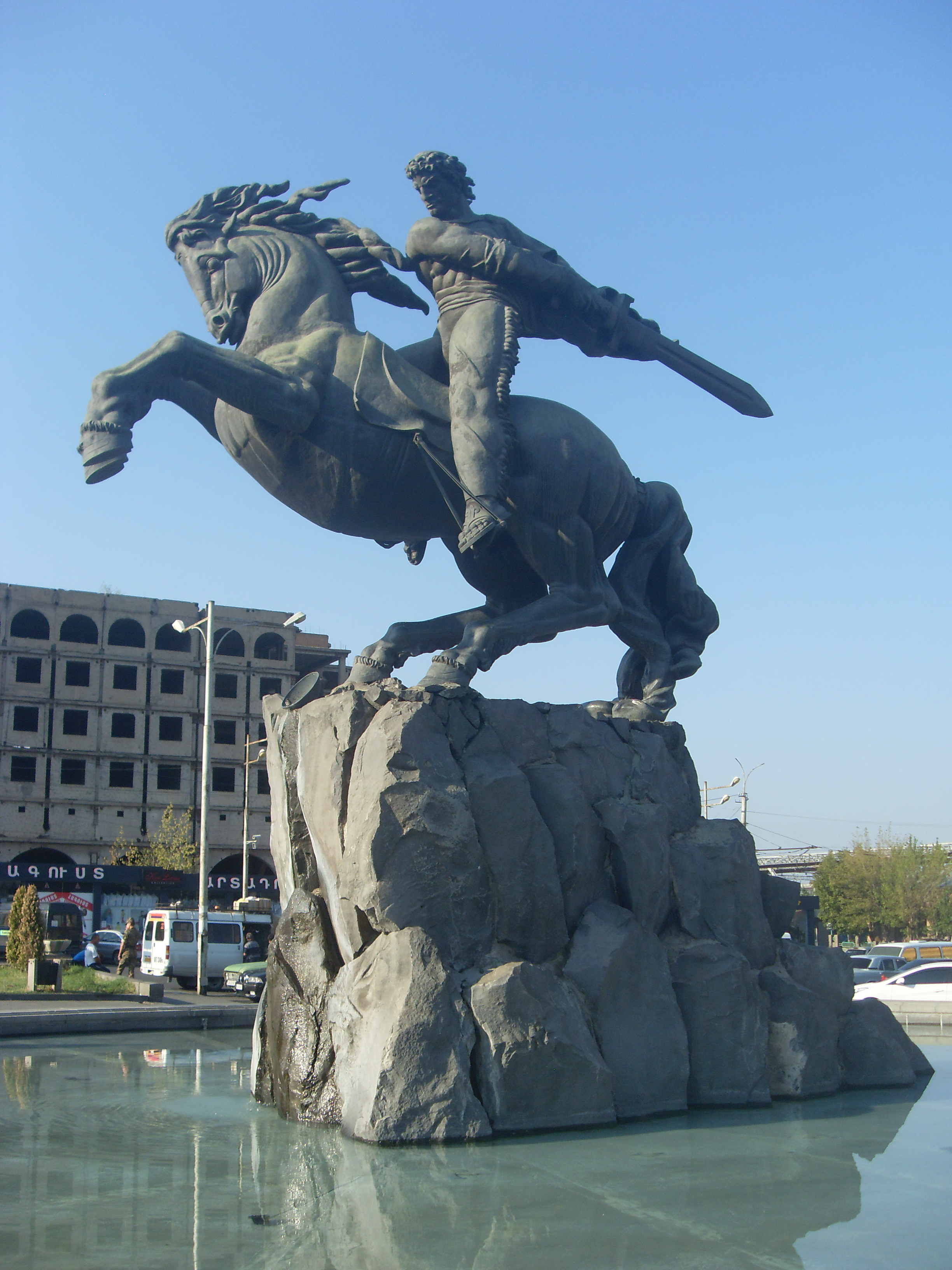
Statue des David von Sasun in Jerevan

Während der sowjetischen Zeit wurde 1959 in Jerewan eine Statue des reitenden David von Sasun vor dem Bahnhofsgebäude errichtet. Das Märchenpferd Kurkik Schalali schwingt sich in voller Bewegung mit dem das Schwert führenden Nationalhelden als Reiter auf eine Basaltklippe. Das monumentale, samt Sockel etwa 12,5 Meter hohe und 3,5 Tonnen schwere Denkmal ersetzte eine kleinere Version aus dem Jahr 1936. Es befindet sich im Zentrum eines ovalen Wasserbrunnens mit einem Durchmesser von 25 Metern. Das Werk wurde auf Anregung des Künstlers Vanush Khanamiryan vom Bildhauer Yervand Kochar (1899–1979) im Zusammenwirken mit dem Architekten Michael Mazmanyan ausgeführt.

## Übersetzung
- (anonym): David de Sassoun: Épopée en vers. Traduit de l'Armenien avec une introduction et des notes de Frederic Feydit. Préface de Joseph Orbeli. Gallimard, Paris, 1964 (Collection Caucase)